# Власть тьмы (фильм, 1909)
«Власть тьмы» — немой художественный короткометражный фильм Петра Чардынина (режиссёрский дебют) по мотивам одноимённой пьесы Л. Н. Толстого. Первая из известных русских экранизаций Л. Н. Толстого. Сам Чардынин исполнил в фильме роль Никиты.
Фильм вышел на экраны 14 (27) декабря 1909 года. Считается утраченным.

## История создания
В 1909 году одноимённая пьеса была представлена на столичной сцене, и предположительно во время съёмок были использованы соответствующие театральные декорации и актёры. Наряду с «Властью тьмы» в 1909—1914 году были экранизированы почти все значительные пьесы, идущие в то время в Москве.

## Критика
Наряду с фильмами Пате и Гомона фильм Ханжонкова «Власть тьмы» ознаменовал в 1909 году начало популярности «русских» сюжетов в игровом кинематографе.
Оператор А. О. Дранков 7 января 1910 года в Ясной Поляне показал Л. Толстому несколько киносюжетов. Толстого кинематограф заинтересовал как техническое средство, но он не воспринимал его как искусство. Привезённую Дранковым экранизацию его пьесы «Власть тьмы» Толстой смотреть отказался.